# E-moll
e-moll – molowa gama muzyczna, której toniką jest e. Jej dźwięki w odmianie naturalnej to: e, fis, g, a, h, c, d.
Gama e-moll w odmianie harmonicznej (z VII stopniem podwyższonym o półton):
Gama e-moll w odmianie doryckiej (z VI i VII stopniem podwyższonym o półton w stosunku do gamy e-moll naturalnej):
Równoległą gamą durową jest G-dur, jednoimienną durową – E-dur.
E-moll to także akord, zbudowany z pierwszego (e), trzeciego (g) i piątego (h) stopnia gamy e-moll.
| Akord e-moll | Audio playback is not supported in your browser. You can download the audio file. |

Znane dzieła w tonacji e-moll:
- Johannes Brahms – IV Symfonia op. 98
- Antonín Dvořák – IX Symfonia op. 95 Z Nowego Świata
- Piotr Czajkowski – V Symfonia op. 64
- Fryderyk Chopin – Koncert fortepianowy nr 1 op. 11
- Gustav Mahler – VII Symfonia
- Felix Mendelssohn-Bartholdy – Koncert skrzypcowy op. 64
- Nikołaj Rimski-Korsakow – Szeherezada